# 大阪取引所
株式会社大阪取引所（おおさかとりひきじょ、英: Osaka Exchange, Inc.、略称: 大証、OSE）は、株式会社日本取引所グループ（JPX）の子会社で、市場デリバティブ取引を扱う金融商品取引所である。総合取引所（金融系およびコモディティ系の取引のできる取引所）の一つ。大阪府大阪市中央区北浜に所在する。
本項では大阪証券取引所など、後節#記載対象の法人と期間に記した法人・時代について主に記載するほか、大阪証券取引所ビルについても記載する。

## 記載対象の法人と期間
本項では、主に以下に記した法人・時代について記載する。
- 初代法人（法人番号:9120001098575）
  - 設立から、2013年1月1日の商号変更の直前まで

商号としては、証券会員制法人大阪証券取引所、株式会社大阪証券取引所の時代

- 2代法人（法人番号:4120001173102）
  - 設立（2012年9月25日）以後

商号としては、新大証設立準備株式会社、株式会社大阪証券取引所、または株式会社大阪取引所の時代

## 概説

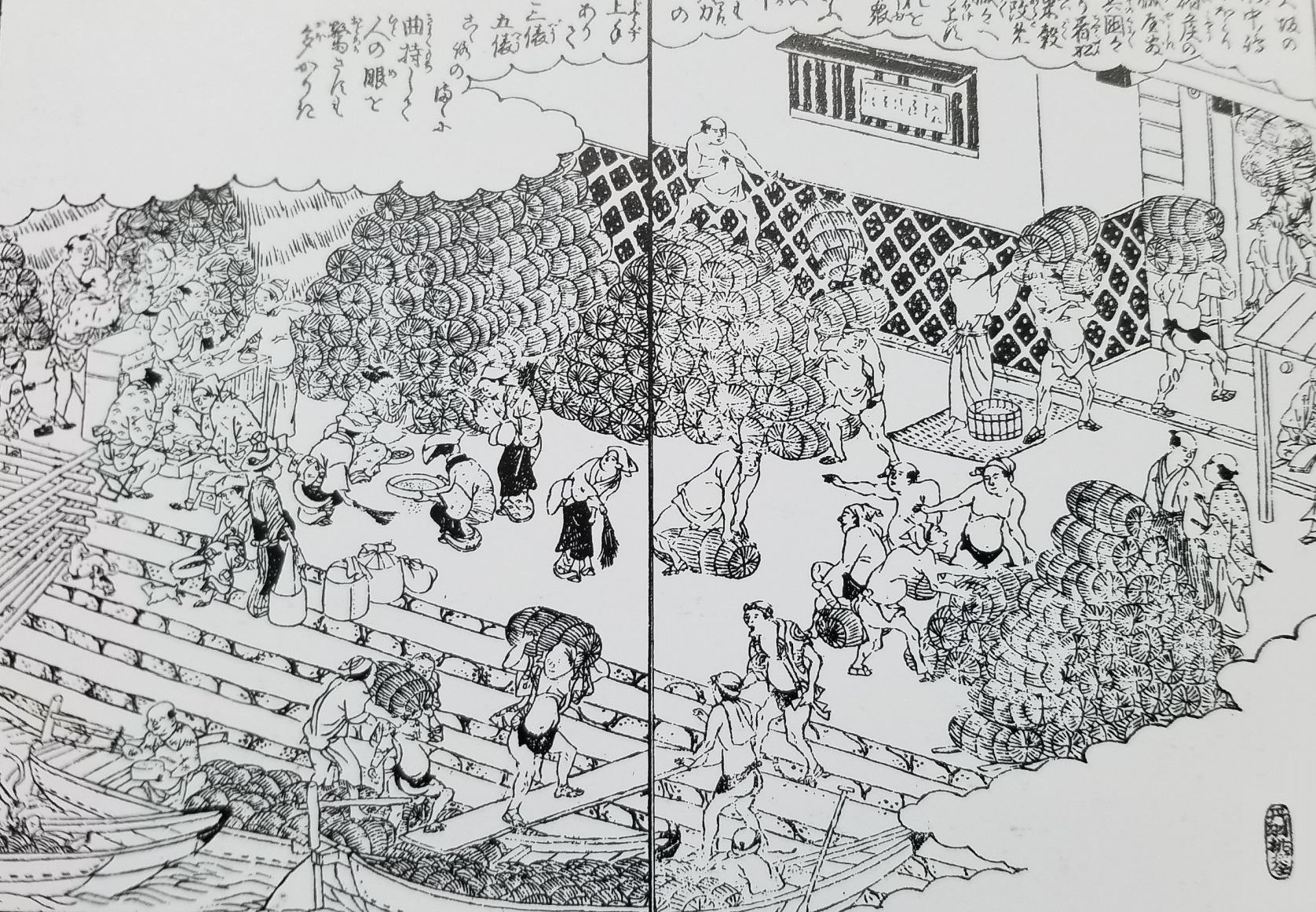
大阪堂島米会所

大阪取引所前の五代友厚銅像

諸藩の蔵屋敷があった江戸時代の大坂の米穀取引所を起源に、五代友厚らが発起人となって設立された大阪株式取引所が前身である。なお、1730年（享保15年）に設立された堂島米会所で行われた帳簿上の差金の授受によって決済を行う「帳合米取引」が、世界で最初の公設の商品先物取引である。この伝統から、大阪株式取引所の草創期から帳合米取引をベースにした定期取引（および後の清算取引、現行法でいう先物取引の方法にあたる）が行われていた。
太平洋戦争後は大阪証券取引所（大証）として、東京証券取引所（東証）とともに日本の株式市場の一翼をなしていた。ただし、大証の株式市場においては、株式の電子化が進んだ結果、東京証券取引所との重複上場銘柄の多くは東証での取引が中心となり、大証では出来高が少なかったり、一日の取引が成立しないこともあった。一方、任天堂や京セラなど、京都に本社を置く企業の中には大証での出来高が東証での出来高を上回るものも存在した。
2011年以降の東証との経営統合により、日本取引所グループ（東証・大証の経営統合後に設立された持株会社）での市場デリバティブ専門取引所に位置付けられることとなった。それに伴い、旧大証の現物市場は東証に移管された一方、東証が持っていたデリバティブ市場の移管を受けた。最終的に2014年3月24日に現社名に改名している。

### 大阪株式取引所創立株主人員
大阪株式取引所設立出資者の上位は下記の6名である。
| 株数 | 出資額    | 氏名         | 属籍       | 出自・備考など            |
| ---- | --------- | ------------ | ---------- | ------------------------- |
| 150  | 1万5000円 | 五代友厚     | 薩摩藩士   | 参与・大阪府判事          |
| 150  | 1万5000円 | 鴻池善右衛門 | 鴻池財閥   | 鴻池家第11代当主          |
| 150  | 1万5000円 | 三井元之助   | 三井財閥   | 京都三井伊皿子家第7代当主 |
| 150  | 1万5000円 | 平瀬亀之助   | 大阪千種屋 | 第三十二国立銀行創立者    |
| 150  | 1万5000円 | 住友吉左衛門 | 住友財閥   | 住友家第15代当主          |
| 150  | 1万5000円 | 笠野熊吉     | 薩摩藩士   | 広業商会総裁              |

### 先物取引の大証
大阪は旧大証時代から指数先物・オプション市場において重要な地位にあった。具体的には、日経225先物など、株価指数先物の日本における取引シェアは約60%を占め、同オプション取引においてはほぼ100%を占めていた。また、デリバティブ取引の売買高ランキング（2008年）では大証は世界15位であり、26位の東京金融取引所や33位の東京証券取引所などを抜いて日本では最も上位にあった。
上場投資信託（ETF）の上場にも意欲的で、日本で初めて株式以外の商品を対象にした金ETFを、2007年8月10日に上場し、同年10月23日には、上海証券取引所に上場している主要50銘柄の株価で算出する上証50指数に連動する海外株価指数連動型ETFを上場した。海外の株価指数に連動するETFの日本国内上場はこの例が最初であった。

### 新興市場の創設とJASDAQ統合
2000年に新興企業向け株式市場であるナスダック・ジャパン市場を創設したのを皮切りに、各取引所が新興市場を創設。店頭市場（JASDAQ）とナスダック・ジャパン市場が2003年3月末の統合に向けた協議に入る。
システム障害や災害などの対応策として、2008年3月31日に兵庫県中部にデリバティブ取引の売買システムのバックアップ施設を設置した。また、現物株の売買システムについては、ジャスダック証券取引所と提携し、どちらかのシステムが稼働不能になった場合、相手方のシステムで取引を執行させる体制を引いた。
一方、ジャスダック証券取引所の大株主である日本証券業協会は、証券取引所の再編の一環として、経営体力の低下したジャスダック証券取引所を、売買システムのバックアップ体制で提携関係にある大証と経営統合させることを検討した。
その後、大証はジャスダック証券取引所に対して2008年11月19日から12月17日までの間に株式公開買い付けを行い、発行済み株式の76.1%を取得、連結子会社とした。2010年4月1日には大証を存続会社としジャスダック証券取引所を吸収合併、そして同年10月、旧JASDAQ・NEO・ヘラクレスの3市場を統合し、新JASDAQが発足した。

### デリバティブへの取組み
2006年7月18日に、日経225先物取引を10分1に小口化した日経225miniの取引を開始した。
2007年9月18日に、株価指数先物・オプション取引の夜間取引であるイブニング・セッション（16:30 - 19:00 の取引時間）を開始した。（その後も段階的に時間延長を行い、2011年に「ナイト・セッション」に名称を変更。2016年7月以降は 翌5:30 までに延長）
2009年7月21日には、国内の証券取引所としては初となる、外国為替証拠金取引（FX）を扱う市場「大証FX」を開設した。これは、国内初の原則オークション方式による外国為替取引である （東京金融取引所のくりっく365は、マーケットメイカー方式。なお、大証FXは現在取引休止）。
2010年3月16日、大証は2011年1月〜3月中に行うデリバティブの新売買システム導入に伴い、日経平均先物などのデリバティブ取引の午前立会いと午後立会いの間に設けていた、11:00 - 12:30 の昼休みを廃止、日中取引は 9:00 - 15:10 の「一場制」とすることを発表した。ただし、現物株取引に関しては従来どおり昼休みを設けていた。

### 日本取引所グループ発足、大阪取引所へ[9]
2013年1月1日、株式会社東京証券取引所グループと株式会社大阪証券取引所が合併し、日本取引所グループが発足。
2013年7月12日を以て現物市場を東京証券取引所に統合。同年7月16日からはデリバティブ（金融派生商品）に特化。市場デリバティブ取引に係る清算機関を日本証券クリアリング機構（JSCC)に一本化。
2014年3月24日、東証の国債先物取引やTOPIX先物取引などのデリバティブ市場を吸収し、商号を「株式会社大阪取引所」に変更した。東証との経営統合については、東京証券取引所グループ#大証との経営統合を参照のこと。

### 取扱い商品の拡大
2020年7月27日より、東京商品取引所の貴金属、ゴム、農産物の各商品にかかる取引のうち、アルミニウム・粗糖取引と金現物取引を除いて大阪取引所へ移管された。休止中のアルミニウムは引き続き東京商品取引所で休止扱いとし、休止中の粗糖は上場廃止となった。金現物取引は移管対象外。
2021年9月21日より、CME原油など指数先物取引の取引が開始された。

## 取扱い商品
- 株価指数（日経225先物など）、配当指数、ボラティリティ指数、REIT指数
- 個別株式・ETFなど（有価証券オプション）
- 債券
- 貴金属（金・銀・白金・パラジウム）
- ゴム
- 農産物（大豆・小豆・とうもろこし）
- エネルギー（CME原油など指数）

## 立会時間

### デリバティブ
- 日中立会 ： 08:45 - 15:45
- ナイト・セッション： 17:00 - 翌6:00

かつては前場の株式取引時間が東京証券取引所より10分早い 8:50 から始まっていたが、その後 9:00 に改められている。
デリバティブ取引は、2011年2月14日に導入された新売買システム (J-GATE) によって前場と後場の区別がなくなり、9:00 - 15:10 の連続取引となった。さらに、2011年7月19日より夕場（イブニング・セッション）が延長され、翌3:00 までとなり、ナイト・セッションとなった。
2016年7月19日のデリバティブ売買システム「J-GATE」のリプレース時に、株価指数先物の日中立会の開始時刻を 8:45 へ繰り上げるとともに、デリバティブのナイト・セッションの終了時刻を 翌5:30 までに延長した。

### 現物（現在は廃止）
- 前場 ： 09:00 - 11:30
- 後場 ： 12:30 - 15:10

## システム
かつて取引システムのプログラム改修や開発は、大阪府吹田市佐井寺4丁目1（大阪証券業協会が所有する大阪証券業協会総合運動場（証券グラウンド）内）に位置する取引所電算センターの中で日夜行われていた。
取引システムには、2006年よりAIXを使った日立製作所のオープンシステムが使われていたが、先物取引システムについては、2011年2月14日にNASDAQ OMXのパッケージソフトを使ったシステム「J-GATE」に更改された。
2016年7月19日にデリバティブ売買システム「J-GATE」がリプレースされた。

## 沿革

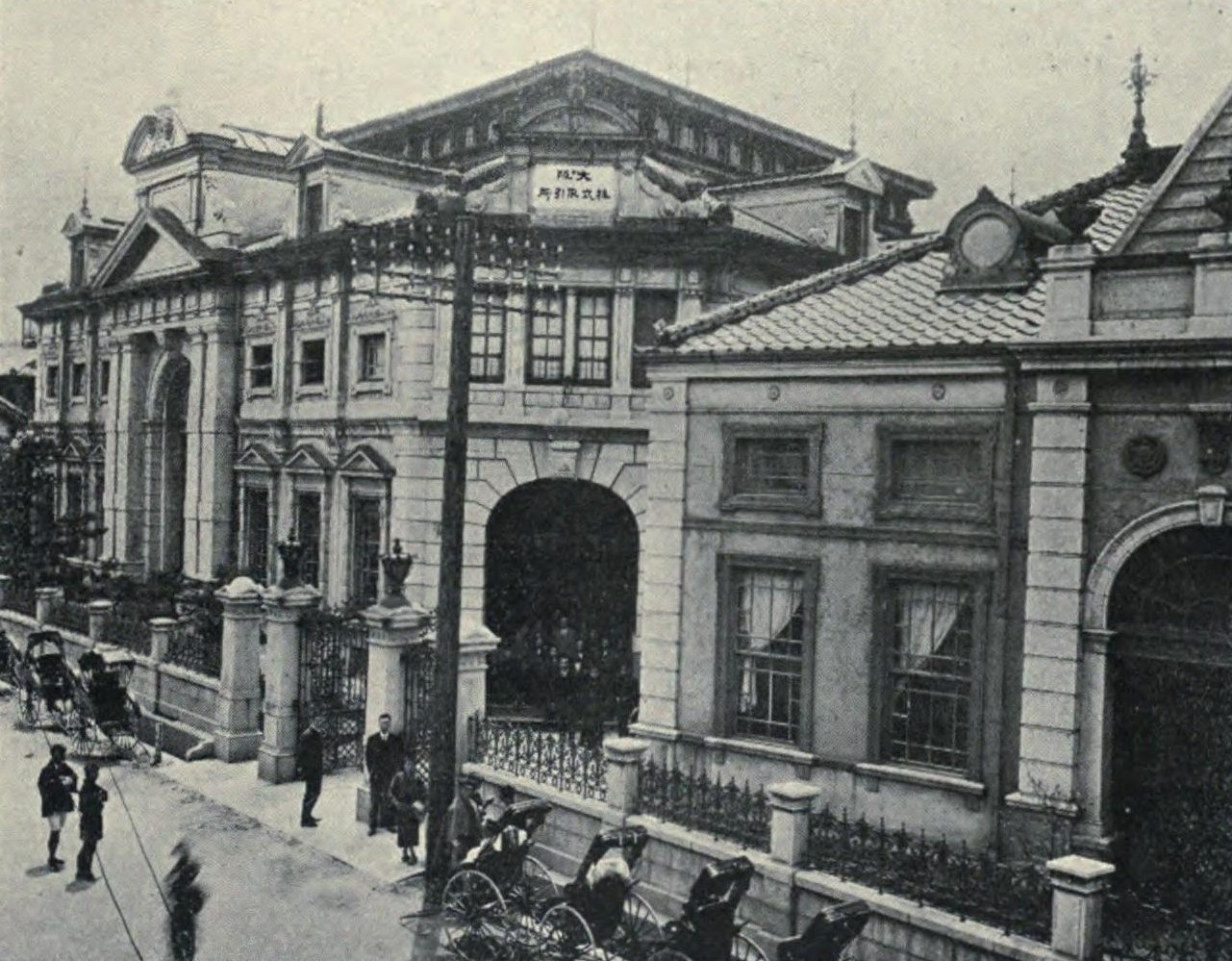
大阪株式取引所

### 証券会員制法人 大阪証券取引所
- 1949年4月1日 - 証券会員制法人大阪証券取引所設立。
- 1949年5月16日 - 株券の売買を再開。
- 1961年10月 - 市場第二部開設。
- 1967年10月 - 神戸証券取引所（神証）を合併。
- 1974年9月 - 相場情報伝達システム稼働。
- 1982年12月28日 - 撃柝売買終了。
- 1983年11月 - 市場第二部特別指定銘柄（新二部）制度創設。
- 1987年6月9日 - 「株先50」の取引開始（日本初の株価指数先物市場）。
- 1988年9月 - 日経225先物市場開設。
- 1990年 - 世界最大の株先物市場に発展。
- 1991年6月 - カントリーファンド市場開設。
- 1996年1月 - 市場第二部と新二部を統合。市場第二部特則銘柄制度創設。
- 1998年12月 - 市場第二部特則銘柄制度を廃止。新市場部開設。
- 2000年5月 - 米国のNASDAQと提携し、ナスダック・ジャパン市場開設。
- 2001年3月1日 - 京都証券取引所（京証）を合併。京証上場銘柄を市場第二部へ承継。

### 株式会社 大阪証券取引所（初代）
- 2001年4月 - 株式会社に組織変更し、株式会社大阪証券取引所を商号とする。
- 2001年6月 - 株価指数連動型上場投資信託受託証券 (ETF) 市場を開設。
- 2001年12月3日 - ベンチャーファンド市場開設。
- 2002年12月16日 - NASDAQとの提携を解消し、ナスダック・ジャパン市場をニッポン・ニュー・マーケット-ヘラクレス（以下「ヘラクレス」と略）に変更。
- 2003年4月1日 - 新市場部を廃止し、新市場部上場銘柄をヘラクレス（グロース）へ承継。
- 2003年12月 - 不動産投資信託証券 (REIT) 市場を開設。
- 2004年4月1日 - 大阪証券取引所株式がヘラクレス（スタンダード）に上場。
- 2004年12月1日 - 現在の大阪証券取引所ビルが竣工。
- 2006年1月30日 - ヘラクレス内国株券を対象とする新売買システムが稼動。
- 2006年2月27日 - 新売買システムが全面稼動。また、新相場システムも全面稼動。
- 2007年8月10日 - 国内の取引所で初めて、金価格連動上場投資信託（金ETF）を上場。
- 2007年9月18日 - 株価指数先物・オプション取引でイブニング・セッション（夕場）を導入。
- 2007年10月23日 - 国内の取引所で初めて、中国A株株価指数連動上場投資信託 （上証50指数ETF）を上場。
- 2007年12月4日 - デリバティブの売買高が国内で初めて年間1億枚を突破。
- 2008年5月12日 - 国内の取引所で初めて、REIT8銘柄とETF2銘柄のオプションが上場
- 2008年10月14日 - イブニング・セッション（夕場）の取引終了時刻を1時間延長し、20:00 までに変更。
- 2009年7月21日 - 国内の証券取引所では初めて、外国為替証拠金取引（FX）市場である「大証FX」を開設。
- 2010年4月1日 - 株式会社ジャスダック証券取引所を吸収合併。
- 2010年7月20日 - イブニング・セッション（夕場）の取引終了時刻を3時間30分延長し、23:30 までに変更。
- 2010年10月12日 - 旧JASDAQ・NEO・ヘラクレスの3市場を統合、新JASDAQが発足。大阪証券取引所株式も新JASDAQのスタンダード市場に移行。
- 2011年2月14日 - デリバティブ取引の新売買システム（J-GATE）が稼働開始。デリバティブ取引の日中取引中の昼休みがなくなり、一場制となる。
- 2011年7月19日 - イブニング・セッション（夕場）を取引終了時刻を延長し、翌3:00 までに変更するとともに、ナイト・セッションとする。
- 2011年11月22日 - 大阪証券取引所と東京証券取引所グループの間で、両社の経営統合について合意し、統合契約を締結[16]。

### 株式会社 大阪証券取引所（2代）
- 2012年9月25日 - 「新大証設立準備株式会社」設立。
- 2013年1月1日 - 「新大証設立準備株式会社」が大阪証券取引所（初代）より取引所運営部門を承継し、「株式会社大阪証券取引所」に商号変更（この、もともと「新大証設立準備株式会社」として設立された法人を、本記事では「株式会社大阪証券取引所（2代）」と表記する）。[注釈 5]
- 2013年7月16日 - 現物市場（第一部・第二部・JASDAQ）を東京証券取引所へ統合。これによりデリバティブ（金融派生商品）特化型の取引所となった。同日、デリバティブ取引に係る清算機関を日本証券クリアリング機構（JSCC）に一本化[9]。

### 株式会社 大阪取引所
- 2014年3月24日 - 東京証券取引所のデリバティブ市場を大阪証券取引所[注釈 6]のデリバティブ市場に統合し、併せて株式会社大阪取引所に商号変更した。
- 2014年4月7日 - 超長期国債先物の取引を再開。
- 2014年11月25日 - JPX日経インデックス400先物の取引を開始。
- 2015年5月25日 - 日経225Weeklyオプションの取引を開始。
- 2016年7月19日 - デリバティブ売買システム「J-GATE」をリプレース。東証マザーズ指数先物取引、台湾加権指数先物取引、FTSE中国50先物取引、JPX日経インデックス400オプション取引を開始。取引時間の拡大（指数先物取引に係る日中立会開始時刻を 8:45 に前倒し、ナイト・セッション立会時間を 翌5:30 までに延長）
- 2020年7月27日 - 東京商品取引所の貴金属市場（金現物は除く）、ゴム市場および農産物・砂糖市場（休止中の粗糖は除く）の各商品が大阪取引所へ移管された[12]。

## 旧上場会社

### 上場銘柄の数
2013年7月12日時点の上場会社数は以下の通り。
| 分類                               | 銘柄数 |
| ---------------------------------- | ------ |
| 市場第一部                         | 502    |
| 市場第二部                         | 190    |
| JASDAQ スタンダード                | 858    |
| JASDAQ グロース                    | 49     |
| 外国株券                           | 1      |
| 外国投資証券                       | 1      |
| 内国投資証券（ベンチャーファンド） | 2      |
| 上場投資信託受益証券               | 19     |
| 出資証券                           | 1      |

### 最終単独上場会社
以下は2013年7月12日の大阪証券取引所現物市場最終日時点での上場企業である。これらはそのまま2013年7月16日の東京証券取引所への現物市場取引統合後も、そのままのカテゴリーで配置転換上場されている。

#### 市場第一部
- 錢高組（証券コード: 1811）
- 明星工業（証券コード: 1976）
- 六甲バター（証券コード: 2266）
- 神戸物産（証券コード: 3038）
- 多木化学（証券コード: 4025）
- 新日本理化（証券コード: 4406）
- ビオフェルミン製薬（証券コード: 4517）
- 神東塗料（証券コード: 4615）
- 三谷セキサン（証券コード: 5273）
- ヨータイ（証券コード: 5357）
- イソライト工業（証券コード: 5358）
- 虹技（証券コード: 5603）
- エス・サイエンス（証券コード: 5721）
- サンコール（証券コード: 5985）
- モリテック スチール（証券コード: 5986）
- 新晃工業（証券コード: 6458）
- 古野電気（証券コード: 6814）
- 遠藤照明（証券コード: 6932）
- 大真空（証券コード: 6962）
- 名村造船所（証券コード: 7014）
- サノヤスホールディングス（証券コード: 7022）
- GMB（証券コード: 7214）
- OUGホールディングス（証券コード: 8041）
- 小林産業（証券コード: 8077）
- キムラタン（証券コード: 8107）
- キング（証券コード: 8118）
- ワキタ（証券コード: 8125）
- サトレストランシステムズ（証券コード: 8163）
- 近鉄百貨店（証券コード: 8244）
- アプラスフィナンシャル（証券コード: 8589）
- ファースト住建（証券コード: 8917）
- 穴吹興産（証券コード: 8928）
- 神戸電鉄（証券コード: 9046）
- 山陽電気鉄道（証券コード: 9052）
- 中央倉庫（証券コード: 9319）
- 西尾レントオール（証券コード: 9699）
- 王将フードサービス（証券コード: 9936）

#### 市場第二部
- クレアホールディングス（証券コード: 1757）
- ソネック（証券コード: 1768）
- 南海辰村建設（証券コード: 1850）
- 森組（証券コード: 1853）
- 青木マリーン（証券コード: 1875）
- 金下建設（証券コード: 1897）
- 日本電通（証券コード: 1931）
- 北陸電話工事（証券コード: 1989）
- 増田製粉所（証券コード: 2008）
- 日和産業（証券コード: 2055）
- ジャパン・フード&リカー・アライアンス（証券コード: 2538）
- 攝津製油（証券コード: 2611）
- アスモ（証券コード: 2654）
- タビオ（証券コード: 2668）
- シノブフーズ（証券コード: 2903）
- 旭松食品（証券コード: 2911）
- カワサキ（証券コード: 3045）
- マーチャント・バンカーズ（証券コード: 3121）
- 新内外綿（証券コード: 3125）
- カネヨウ（証券コード: 3209）
- 北日本紡績（証券コード: 3409）
- ケー・エフ・シー（証券コード: 3420）
- 倉庫精練（証券コード: 3578）
- 山喜（証券コード: 3598）
- フジックス（証券コード: 3600）
- 古林紙工（証券コード: 3944）
- 神島化学工業（証券コード: 4026）
- 丸尾カルシウム（証券コード: 4102）
- 田岡化学工業（証券コード: 4113）
- スガイ化学工業（証券コード: 4120）
- 西菱電機（証券コード: 4341）
- ダイトーケミックス（証券コード: 4366）
- 広栄化学工業（証券コード: 4367）
- 川上塗料（証券コード: 4616）
- ロックペイント（証券コード: 4621）
- アサヒペン（証券コード: 4623）
- イサム塗料（証券コード: 4624）
- ニチゾウテック（証券コード: 4654）
- 京進（証券コード: 4735）
- ダイサン（証券コード: 4750）
- さくらケーシーエス（証券コード: 4761）
- コタ（証券コード: 4923）
- ケミプロ化成（証券コード: 4960）
- 互応化学工業（証券コード: 4962）
- 上村工業（証券コード: 4966）
- ニチリン（証券コード: 5184）
- ノザワ （証券コード: 5237）
- イトーヨーギョー （証券コード: 5287）
- SECカーボン （証券コード: 5304）
- アサヒ衛陶 （証券コード: 5341）
- 日本レヂボン（証券コード: 5389）
- 日本研紙 （証券コード: 5398）
- メタルアート（証券コード: 5644）
- サンユウ（証券コード: 5697）
- 東邦金属（証券コード: 5781）
- 日本電線工業（証券コード: 5817）
- JFEコンテイナー（証券コード: 5907）
- アルメタックス（証券コード: 5928）
- 中西製作所（証券コード: 5941）
- 日本パワーファスニング（証券コード: 5950）
- アマテイ（証券コード: 5952）
- ヤマシナ（証券コード: 5955）
- 浅香工業（証券コード: 5962）
- 京都機械工具（証券コード: 5966）
- 前田金属工業（証券コード: 5967）
- ロブテックス（証券コード: 5969）
- トーアミ（証券コード: 5973）
- 神戸発動機（証券コード: 6016）
- 阪神内燃機工業（証券コード: 6018）
- ダイハツディーゼル（証券コード: 6023）
- ヒラノテクシード（証券コード: 6245）
- テクノスマート（証券コード: 6246）
- 瑞光（証券コード: 6279）
- 技研製作所（証券コード: 6289）
- オカダアイヨン（証券コード: 6294）
- 神鋼環境ソリューション（証券コード: 6299）
- ササクラ（証券コード: 6303）
- サンセイ（証券コード: 6307）
- タクミナ（証券コード: 6322）
- タカトリ（証券コード: 6338）
- 三精輸送機（証券コード: 6357）
- オリエンタルチエン工業（証券コード: 6380）
- 加地テック（証券コード: 6391）
- 兼松エンジニアリング（証券コード: 6402）
- ダイベア（証券コード: 6478）
- 積水工機製作所（証券コード: 6487）
- 中北製作所（証券コード: 6496）
- 田淵電機（証券コード: 6624）
- 星和電機（証券コード: 6748）
- 日本電産リード（証券コード: 6833）
- 三社電機製作所（証券コード: 6882）
- ダイヤモンド電機（証券コード: 6895）
- 松尾電機（証券コード: 6969）
- カネミツ（証券コード: 7208）
- 安永（証券コード: 7271）
- ハイレックスコーポレーション（証券コード: 7279）
- ハリマ共和物産（証券コード: 7444）
- ヤギ（証券コード: 7460）
- たけびし（証券コード: 7510）
- マルヨシセンター（証券コード: 7515）
- 大水（証券コード: 7538）
- 萬世電機（証券コード: 7565）
- 音通（証券コード: 7647）
- カワセコンピュータサプライ（証券コード: 7851）
- 南海プライウッド（証券コード: 7887）
- 光陽社（証券コード: 7946）
- フジコピアン（証券コード: 7957）
- 象印マホービン（証券コード: 7965）
- ミロク（証券コード: 7983）
- くろがね工作所（証券コード: 7997）
- ムーンバット（証券コード: 8115）
- 中央自動車工業（証券コード: 8117）
- ゼット（証券コード: 8135）
- 三京化成（証券コード: 8138）
- 電響社（証券コード: 8144）
- 上原成商事（証券コード: 8148）
- フレンドリー（証券コード: 8209）
- マックスバリュ西日本（証券コード: 8287）
- Jトラスト（証券コード: 8508）
- あかつきフィナンシャルグループ（証券コード: 8737）
- アーバンライフ（証券コード: 8851）
- 日住サービス（証券コード: 8854）
- 原弘産（証券コード: 8894）
- 誠建設工業（証券コード: 8995）
- 京福電気鉄道（証券コード: 9049）
- 神姫バス（証券コード: 9083）
- 玉井商船（証券コード: 9127）
- 杉村倉庫（証券コード: 9307）
- オーナミ（証券コード: 9317）
- 川西倉庫（証券コード: 9322）
- 櫻島埠頭（証券コード: 9353）
- 兵機海運（証券コード: 9362）
- 大運（証券コード: 9363）
- トレーディア（証券コード: 9365）
- 朝日放送（証券コード: 9405）
- きんえい（証券コード: 9636）
- オーエス（証券コード: 9637）
- ウエスコ（証券コード: 9648）
- 東洋テック（証券コード: 9686）
- 日本コンピューター・システム（証券コード: 9709）
- ロイヤルホテル（証券コード: 9713）
- 京都ホテル（証券コード: 9723）
- JEUGIA（証券コード: 9826）
- モリト（証券コード: 9837）
- 英和（証券コード: 9857）
- ハナテン（証券コード: 9870）
- 北恵（証券コード: 9872）
- シャルレ（証券コード: 9885）
- 平和紙業（証券コード: 9929）
- 堺商事（証券コード: 9967）
- マルコ（証券コード: 9980）

## 大阪証券取引所ビル
平和不動産の所有で、下層階は旧市場館の外観を保存したものとなっている。エントランスホールの大型モニターには、大阪取引所の顔である日経225先物取引の取引値が表示されている。
テナントは、地下1階と1階に「ポンテベッキオ」など飲食店が、2階は銀行とクリニック、3階には大阪経済大学（北浜キャンパス）が入居し、社会人向けの実践的カリキュラムを提供している。5階は見学スペース「OSEギャラリー」（2015年2月2日オープン）となっている。
オフィス棟の上層部にはSCSKの西日本（北浜）オフィスや証券会社が多数入っている。
旧市場館は1935年長谷部竹腰建築事務所の設計で竣工。施工は大林組。2004年の新ビルでも円形のエントランスホールの外観のみ残されている。
なお、当ビルに入居する取引所が「大阪証券取引所」から「大阪取引所」に（実質的には）名称が変更された後も、ビルの名称は「大阪証券取引所」の名を冠したままとなっている。